# Висконти, Верде
Верде или Виридис Висконти (1352, Милан — до 11 марта 1414) — представительница дома Висконти, дочь миланского правителя Бернабо Висконти и Беатриче Реджины, дочери Мастино II делла Скала.
В 1365 отец выдал Верде за герцога Австрии Леопольда III из династии Габсбургов, основателя леопольдинской линии. В то время Висконти требовалась помощь Габсбургов в борьбе с Каррарези за контроль над Фельтре и Беллуной. Приданое было назначено в размере ста тысяч флоринов. Свадебные торжества проходили во дворце Бернабо у церкви Сан-Джованни-ин-Конка.
После заключения брака стала герцогиней Австрии, Штирии и Каринтии, графиней Тироля. В браке родились:
1. Вильгельм (1370—1406), герцог Австрии
2. Леопольд IV (1371—1411), герцог Австрии
3. Эрнст (1377—1424), герцог Австрии
4. Фридрих IV (1382—1439), герцог Австрии
5. Елизавета (1378—1392)
6. Катарина (р. 1385), аббатиса монастыря св. Клары в Вене.

Овдовела в 1386 году, и их старший сын Вильгельм стал герцогом Австрии. По некоторым сведениям, похоронена в церкви села Стична в Словении. Из её библиотеки происходит богато украшенный миниатюрами манускрипт медицинского трактата Tacuinum Sanitatis.